# L'uomo che ha perduto la sua ombra
L'uomo che ha perduto la sua ombra (L'homme qui a perdu son ombre) è un film del 1991 diretto da Alain Tanner.